# Lac Sarmiento
Pour les articles homonymes, voir Sarmiento.
Le lac Sarmiento (en espagnol : lago Sarmiento) est un lac allongé est-ouest, situé en Patagonie au Chili. Il fait partie du parc national Torres del Paine. Il a été nommé en l'honneur de l'explorateur espagnol Pedro Sarmiento de Gamboa.

Lac Sarmiento dans le parc national Torres del Paine.